# Hayley Kiyoko
Hayley Kiyoko Alcroft (Los Angeles, 3 de abril de 1991) é uma cantora, compositora e atriz norte-americana. Iniciando aulas de dança quando era criança, o interesse de Kiyoko em entretenimento levou-a a trabalhar como modelo e atriz infantil. Ela apareceu em uma variedade de filmes, incluindo a série de filmes Scooby-Doo, Lemonade Mouth, Blue Lagoon: The Awakening, Jem and the Holograms e XOXO. Ao lado de seus papéis no cinema, ela também desempenhou um papel recorrente na série de TV The Fosters e um papel principal em CSI: Cyber e Five Points.
Kiyoko foi fundadora e integrante do The Stunners em 2007. O grupo apoiou a My World Tour de Justin Bieber, antes de se separar em 2011. Depois disso, Kiyoko lançou três extended plays solo: A Belle to Remember (2013), This Side of Paradise (2015, que inclui o single "Girls Like Girls") e Citrine (2016). Após os singles "Sleepover", "Feelings" e "Curious", ela lançou seu primeiro álbum de estúdio, Expectations, em março de 2018. O álbum alcançou o top 20 das paradas dos Estados Unidos, do Canadá e da Austrália. Ela também criou uma história em quadrinhos, com a ajuda de Naomi Franquiz e Marla Vazquez, baseada em sua canção "Gravel to Tempo". Após o lançamento de Expectations, Hayley lançou o single "I Wish" em julho de 2019, a primeira faixa de seu quarto EP, I'm Too Sensitive For This Shit, lançado em janeiro de 2020.

## Vida e carreira

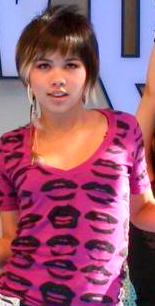
American girl group The Stunners performing live at Celebrity Basketball Game, in 2009

### 1991–2007: Início da vida
Hayley Kiyoko Alcroft nasceu em 3 de abril de 1991, em Los Angeles, filha da patinadora artística e coreógrafa Sarah Kawahara e do ator e comediante Jamie Alcroft. Sua mãe é do Canadá e tem ascendência japonesa, e seu pai é de Ohio e tem ascendência inglesa, galesa, irlandesa e alemã. Kiyoko tem uma irmã, Alysse, e um irmão, Thatcher. Ela começou a atuar em uma idade jovem, aparecendo em comerciais nacionais para empresas como GM Onstar, Slim Jim e Cinnamon Toast Crunch. Insistindo em aulas de bateria aos 6 anos, ela escrevia bateria para novos lançamentos e os vendia em uma loja de música local aos 11 anos. Aos 8 anos, Kiyoko escreveu uma música chamada "Notice", que seu pai ainda pede que ela libere. Ela foi eleita presidente do ensino médio em seu último ano. Ela foi nomeada Comissária de Entretenimento em seu segundo ano e Comissária de Pep Rallies em seu primeiro ano.
Ela criou e coreografou "The Agoura High Step Team", que foi aprovado pela faculdade como um clube da escola sob sua direção. A equipe ficou em 3º lugar em uma competição nacional em 2005. Após a formatura, em 2009, ela foi aceita na Escola de Música Gravada Clive Davis, na Universidade de Nova York, mas inicialmente adiada até eventualmente declinar devido a oportunidades de carreira.
Kiyoko foi descoberta aos 5 anos quando foi com a amiga para uma sessão de fotos. O diretor pediu a ela que pisasse na frente da câmera e ela acabou em um anúncio impresso nacional para o KnowledgeWare. A Nickelodeon a viu na pista de gelo de Culver City, e Kiyoko acabou aparecendo e narrando um pequeno artigo sobre crianças em esportes chamado "Eu sou Hayley, uma Skater". Kiyoko continuou a aprimorar suas habilidades em peças do ensino médio e, na 7ª série, depois de ver garotas da Eurásia como ela mesma atuando em comerciais de J. C. Penney, pediu um agente. Ela conseguiu seu agente comercial e fez sua primeira audição, alegando que a atuação era sempre algo que ela fazia ao lado para ganhar dinheiro para equipamentos de faculdade e música. Kiyoko começou a banda de garagem Hede, em homenagem ao seu avô, em novembro de 2007, e lançou cinco músicas no Myspace e um videoclipe de "Warehouse". A banda se apresentou localmente em várias ocasiões e se separou em 2009, depois que os membros restantes da banda saíram para a faculdade. Seu avô morreu em 2011, tendo sido uma das maiores inspirações da vida de Kiyoko.

### 2007-2011: Início da carreira e os Stunners
Em 2007, Kiyoko foi abordada pela ex-popstar Vitamin C para se juntar a um grupo de garotas e cantoras. Ela se juntou a Allie Gonino, Tinashe, Kelsey Sanders (mais tarde substituída por Lauren Hudson) e Marisol Esparza para formar The Stunners. Seis meses após a formação, o grupo assinou com a Columbia Records e lançou um single intitulado "Bubblegum" para o iTunes junto com o vídeo oficial do single. Eles também contribuíram com um cover da música "Let's Hear It for the Boy" para a trilha sonora do iCarly. Em 2009, o grupo deixou a Columbia Records, assinou um contrato de produção com a Lionsgate Entertainment e gravou um videoclipe para seu single promocional "We Got It", lançado em 22 de fevereiro de 2010. Em 2007, Kiyoko estrelou sua primeira televisão papel em Unfabulous, sendo creditado como Hayley Alcroft. Depois de se formar no colegial em 2009, Kiyoko fez seu primeiro grande filme, estrelando como Velma Dinkley em Scooby-Doo! O Mistério Começa, um papel que ela quase não fez o teste devido a sua imagem. Em uma entrevista de 2017, ela afirmou que se esforça para encontrar papéis como uma mulher birracial. O filme de TV estreou em 13 de setembro de 2009 e foi um enorme sucesso. Trouxe 6,1 milhões de espectadores, tornando-se o programa mais visto na história do Cartoon Network. Ela reprisou o papel na sequência do filme, Scooby-Doo! Maldição do Monstro do Lago, que estreou em 16 de outubro de 2010. A sequela atraiu 3,4 milhões de telespectadores. Em 2010, Kiyoko também atuou em quatro episódios de Wizards of Waverly Place, da Disney, no papel de Stevie Nichols, uma bruxa maligna.
Os Stunners assinaram com a Universal Republic Records em 2010 e lançaram seu primeiro single "Dancin 'Around the Truth", que contou com a participação do New Boyz. O videoclipe da música estreou no dia 2 de junho, pouco antes de o grupo ser anunciado como um show de abertura no My World Tour, de Justin Bieber. Um álbum completo foi planejado, mas cancelado quando o grupo se separou em 2011. Kiyoko afirmou que queria estar no controle de sua própria música. Hayley começou a trabalhar no filme do Disney Channel "Lemonade Mouth" em 2010, estrelando um papel principal como a adolescente rebelde Stella Yamada. O filme estreou em 15 de abril de 2011 com 5,7 milhões de telespectadores. Kiyoko mais tarde estrelou o episódio "Skater Girl Island" de Zeke e Luther, da Disney XD, que foi ao ar em 23 de maio de 2011. Uma sequência de Lemonade Mouth foi cancelada antes da pré-produção, quando a Disney lançou um comunicado dizendo que "completou sua história dentro do primeiro filme".

### 2012–2014: filmes para TV
Em fevereiro de 2012, Kiyoko conseguiu um pequeno papel em Blue Lagoon: The Awakening, um filme da Lifetime TV e remake do filme de 1980 The Blue Lagoon. O filme estreou em 16 de junho de 2012. Ela retratou o personagem Gabi em um papel recorrente em The Fosters da ABC Family e depois conseguiu o papel de Raven Ramirez em CSI: Cyber. Ela também interpretou Shannie no filme XOXO da Netflix, que estreou em agosto de 2016.
Em 12 de março de 2013, Kiyoko lançou seu primeiro EP, A Belle to Remember. O álbum foi parcialmente crowdfunded através do MusicPledge. Imediatamente após seu lançamento, Kiyoko começou a escrever novas músicas em Londres com o produtor britânico James Flannigan. Ela anunciou via Facebook em 2014 que seu próximo EP foi finalizado e ela estrearia as músicas em um show no final daquele mês. As músicas foram gravadas na garagem de seus pais em Los Angeles com Flannigan. Kiyoko também colaborou com o produtor sueco Anders Grahn. Durante esse tempo, Hayley se afiliou à Maker Studios, lançando covers de "Jolly Old Saint Nicholas" e medley de músicas temáticas do Dia dos Namorados no canal Maker Music no YouTube com AJ Rafael.

### 2015 – presente: EPs, Contrato de gravação e Expectations
Seu segundo EP, This Side of Paradise, foi lançado em 3 de fevereiro de 2015. O videoclipe de seu single "Girls Like Girls" foi lançado em 24 de junho de 2015. Depois de co-dirigir o clipe de "Girls Like Girls" (que a partir de dezembro de 2018 tem mais de 100 milhões de visualizações), Kiyoko assumiu as responsabilidades de direção completas para seu próximo videoclipe. "Cliff's Edge" foi lançado pela Vevo em novembro de 2015.
Após sua festa de 25 anos, Kiyoko bateu a cabeça e sofreu uma concussão. Ela foi diagnosticada concomitantemente com síndrome pós-concussão e depressão. Em uma entrevista de 2018, Kiyoko disse "Eu não poderia criar, e eu estava tipo 'Se eu não posso criar, qual é o ponto? Eu não tenho nenhum propósito.'" Ela começou a descansar com pedaços de citrino na testa e começou a usar um cristal de citrino, que inspirou o nome de seu terceiro EP. Em 2016, ela lançou o single "Gravel to Tempo" e seu videoclipe de seu próximo EP, Citrine. O EP foi lançado em 30 de setembro de 2016 via EMPIRE e Atlantic. Seu terceiro vídeo musical totalmente auto-dirigido para a música "One Bad Night" foi estreado via Vice em 11 de outubro de 2016, a fim de promover o EP. Um novo single chamado "Sleepover" foi lançado junto com seu videoclipe em 2 de março de 2017 via BuzzFeed. Depois disso, o vídeo musical auto-dirigido para seu single "Feelings" foi lançado em 19 de outubro de 2017. Em 21 de dezembro de 2017, Kiyoko anunciou seu primeiro álbum de estúdio, Expectations. O terceiro single, "Curious" foi lançado em 11 de janeiro de 2018 com a pré-venda do álbum, ao lado de seu videoclipe, dirigido por Kiyoko e James Larese, e que estreou no Total Request Live. Em março, Kiyoko foi anunciada como um avto de apoio do Panic! At The Disco's Pray para o Wicked Tour.
Expectations foi lançado em 30 de março de 2018. Para promover o lançamento de seu álbum, Kiyoko fez sua estréia na TV ao vivo e cantou "Curious" em Jimmy Kimmel Live! em 3 de abril de 2018. Mais tarde naquele mês, ela anunciou que colaborou com Marla Vazquez e Naomi Franquiz para fazer uma revista em quadrinhos baseada em sua música "Gravel to Tempo". O gibi foi vendido durante o Expectations Tour. Seu vídeo musical auto-dirigido para "What I Need," feat. Kehlani, foi lançado em 31 de maio de 2018. Em junho, Kiyoko cantou "He'll Never Love You (HLNY)" no Late Night com Seth Meyers. Mais tarde, em junho, Kiyoko foi destaque na primeira edição da InStyle de 50 Badass Women por seu trabalho ao lado de figuras notáveis como Ruth Bader Ginsburg e Emma Watson. Em 26 de julho de 2018, Kiyoko foi convidada por Taylor Swift para se apresentar com ela no palco do Gillette Stadium, marcando o desempenho do primeiro estádio de Kiyoko. O vídeo de performance de "What I Need" foi lançado em 17 de agosto de 2018. No MTV Video Music Awards de 2018, Kiyoko ganhou o prêmio de Melhor Artista do Ano e apresentou "Curious" no palco.

### 2019-present:I'm Too Sensitive For This Shit
Em junho de 2019, ela apareceu no videoclipe de Taylor Swift para "You Need to Calm Down" com outras celebridades LGBT.
Em julho de 2019, Kiyoko lançou o single "I Wish". Mais tarde, em 11 de outubro de 2019, ela lançou um segundo single, "demons", como parte de um novo projeto intitulado I'm Too Sensitive For This Shit, que Kiyoko anunciou via Instagram no dia anterior. No dia 13 de dezembro de 2019 ela lançou mais duas músicas novas: L.O.V.E Me e runaway além dos dois singles que ela já tinha lançado. Em 14 de Janeiro de 2020 Hayley lançou o vídeo e a música "She" finalizando assim o projeto I'm Too Sensitive For This Shit.

## Filmografia
| Ano  | Título                                | Papel          | Notas                                         |
| ---- | ------------------------------------- | -------------- | --------------------------------------------- |
| 2004 | Unfabulous                            | Gorjinda       | 2 Episódios                                   |
| 2009 | Scooby-Doo! The Mystery Begins        | Velma Dinkley  | Filme para TV                                 |
| 2010 | Wizards of Waverly Place              | Stevie Nichols | Recorrente; 4 Episódios                       |
| 2011 | Scooby-Doo! Curse of the Lake Monster | Velma Dinkley  | Filme para TV                                 |
| 2011 | Zeke & Luther                         | Susie          | Episódio: ''Skate Girl Island''               |
| 2011 | Lemonade Mouth                        | Stella         | Filme para TV                                 |
| 2012 | Blue Lagoon: The Awakening            | Helen          |                                               |
| 2012 | Adrift                                | Jess           | Curta-metragem                                |
| 2013 | The Fosters                           | Gabi           | 5 Episódios                                   |
| 2014 | The Vampire Diaries                   | Megan King     | Episódio: ''I Know What You Did Last Summer'' |
| 2014 | Hello, My Name Is Frank               | Alisa          |                                               |
| 2015 | Insidious: Chapter 3                  | Maggie         |                                               |
| 2015 | CSI: Cyber                            | Raven Ramirez  | Protagonista; 28 Episódios                    |
| 2015 | Jem and the Holograms                 | Aja Leith      |                                               |
| 2016 | XOXO                                  | Shanni         |                                               |
| 2017 | Becks                                 | Lucy           |                                               |
| 2017 | Insecure                              | Mike           | 1 Episódio                                    |
| 2020 | RuPaul's Secrety Celebrity Drag Race  | Ela Mesma      | Episódio 4 - Vencedora                        |

## Discografia
- Expectations (2018)

## Vida pessoal

### Orientação sexual e influência musical
Kiyoko é lésbica, sendo apelidada de "Lesbian Jesus" (Jesus Lésbica) por seus fãs. Ela sabia que se sentia atraída por garotas desde que tinha seis anos de idade, saindo do armário para seus pais na sexta série. Ela tinha uma queda por uma professora de natação e, ao perceber que gostava de meninas, cresceu lutando com seus sentimentos por temer a rejeição e o julgamento se ela se assumisse. Kiyoko queria inspirar confiança em jovens que lidam com as mesmas lutas. A música de Kiyoko é focada em sua história e emoções que ela experimentou enquanto resolvia sua identidade. O videoclipe de "This Side of Paradise" focou em sua luta para expressar seu verdadeiro eu e o videoclipe "Gravel to Tempo" baseia-se em suas experiências com paixões por garotas enquanto crescia. Em uma entrevista de 2016, ela expressou sua frustração por não se conectar com as pessoas do jeito que ela queria. Quando Lily May-Young, uma das co-roteiristas de "Girls Like Girls", perguntou a Kiyoko algo sobre si mesma que ninguém sabia e ela tinha medo de cantar, Kiyoko queria cantar sobre o fato de que ela gosta de garotas, mas estava lutando para sair disso. "I Kissed a Girl", de Tegan and Sara e Katy Perry, foram o ponto de virada e a inspiração de Kiyoko para se voltarem para a música pop. Através de sua música, Kiyoko trabalha para normalizar relacionamentos lésbicos em uma sociedade e indústria da música que ela vê como sendo muito heteronormativa.
"Se você vê duas garotas se apaixonando e normalizando isso, então [as pessoas] podem pensar, 'eu posso me apaixonar também. Eu posso ser essa pessoa. Eu posso ser assim. Eu posso ter uma garota que se parece com isso.' Se eles veem isso, então eles podem acreditar. É exatamente como nós somos."
Depois de ver o impacto de sua música em seus fãs, Kiyoko se arrependeu de não ser aberta sobre sua sexualidade mais cedo.
Sua música, "Mercy / Gatekeeper", fala sobre a depressão com a qual ela lidou depois de sofrer sua concussão.

### Defesa LGBT
Desde que falou publicamente sobre ser lésbica, Kiyoko tem sido uma defensora dos direitos LGBT e é amplamente considerada um ícone gay por seus fãs. Seus vídeos musicais destacam suas próprias experiências e vários problemas relacionados ao movimento LGBT. O vídeo da música 'One Bad Night' despertou a consciência da violência contra as mulheres transgênero. Para o Mês do Orgulho de 2017, Hayley Kiyoko fez uma parceria com a MeUndies para promover sua campanha 'Celebrate'. Cada par de roupas íntimas vendidas teve uma parcela do lucro doado ao Centro LGBT de Los Angeles.

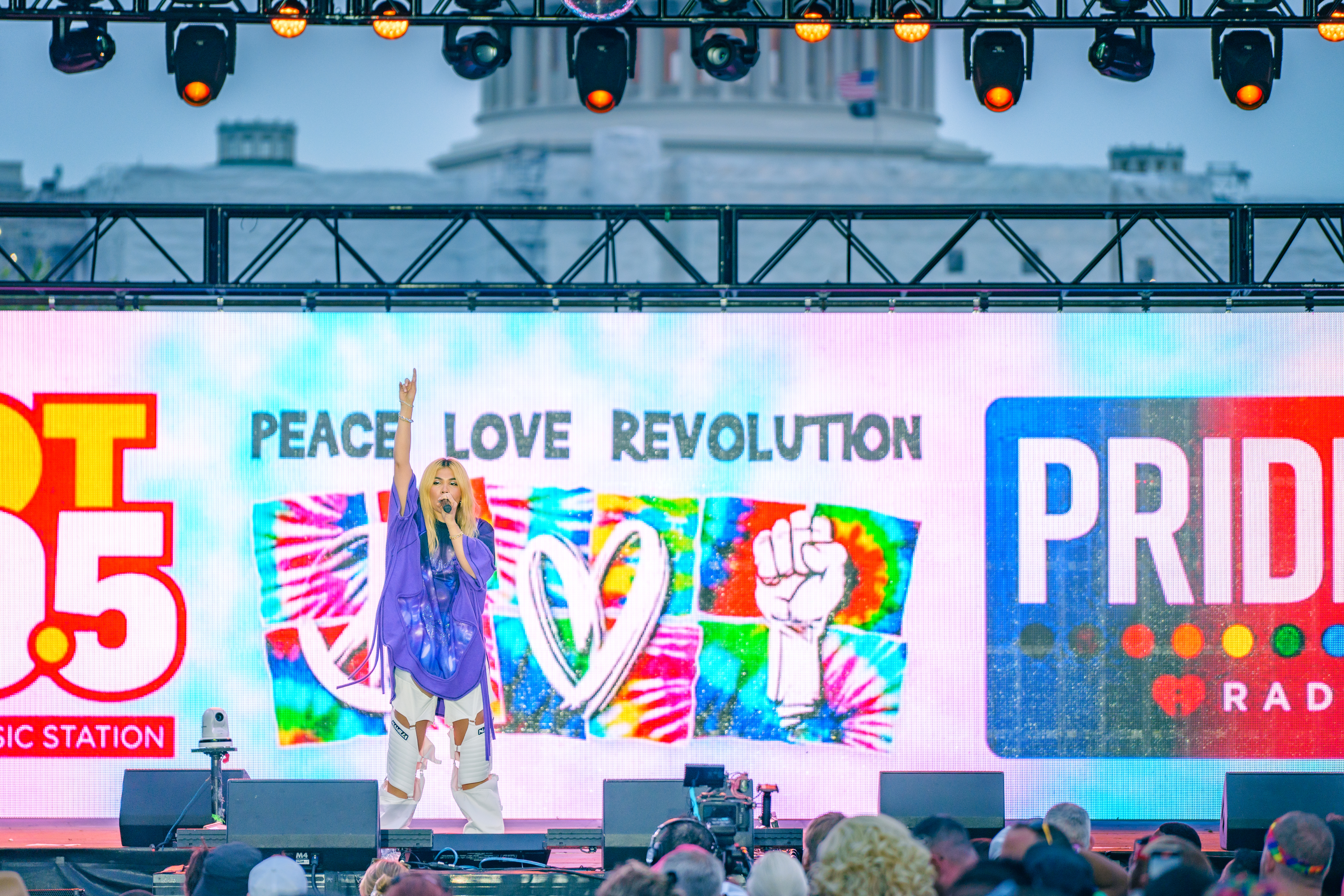
Kiyoko se apresentando no show Capital Pride de 2023 em Washington, DC, com o Capitólio dos Estados Unidos ao fundo.

Em 2018, Kiyoko criticou a música "Girls", de Rita Ora, por sua representação da atração pelo mesmo sexo e implicações prejudiciais para a comunidade LGBT. Mais tarde, pediu desculpas pelas implicações da música. Depois de 78 sutiãs serem jogados em Kiyoko durante a Expectations Tour, ela e Neara Russell doaram para o I Support The Girls, uma organização que apoia mulheres sem-teto, para apoiar jovens LGBT sem-teto. Em seu discurso de aceitação do Artista do Ano do Push no MTV Video Music Awards de 2018, Kiyoko dedicou sua vitória a mulheres de cor parte de LGBT.

### Política
Em 2016, ela apoiou Hillary Clinton e expressou consternação com a vitória de Donald Trump na eleição presidencial dos EUA. Em 2018, Kiyoko foi elogiada pelo HeadCount por ajudar seus fãs a se registrarem para votar enquanto ela apoiava a tour "Pray for the Wicked Tour" do Panic! At The Disco.

## Prêmios e indicações
Durante sua carreira, Kiyoko foi indicada em inúmeras premiações por seu trabalho como atriz, cantora e sua presença na comunidade LGBT+. Em 2015, ela ganhou o Jury Award por seu papel como Alisa em Hello, My Name Is Frank. Em 2018 ela ganhou um MTV Video Music Award na categoria Push Artist of The Year.
| Ano  | Associação                                    | Categoria                | Trabalho                | Resultado |
| ---- | --------------------------------------------- | ------------------------ | ----------------------- | --------- |
| 2015 | Independent Filmmakers Showcase Film Festival | Best Supporting Actress  | Hello, My Name Is Frank | Venceu    |
| 2018 | British LGBT Awards                           | Music Artist of The Year | Ela mesma               | Indicada  |
| 2018 | iHeartRadio Much Music Video Awards           | Fan Fave New Artist      | Ela mesma               | Indicada  |
| 2018 | MTV Video Music Awards                        | Best New Artist          | Ela mesma               | Indicada  |
| 2018 | MTV Video Music Awards                        | Push Artist of The Year  | Ela mesma               | Venceu    |